# Puntarenas (provins)

Karta över Costa Rica med Puntarenas i rött.

Puntarenas är en provins i Costa Rica. Den är belägen i sydvästra delen av Costa Rica och täcker större delen av landets kust mot Stilla havet. Det är även landets till ytan största provins. Förutom mot Stilla havet gränsar provinsen mot Guanacaste, Alajuela, San José och Limón, och grannlandet Panama. 
Sätesort är Puntarenas. Provinsen täcker en yta på 11 266 kvadratkilometer, och har en folkmängd på 357 483 (2000). Provinsen är uppdelad i 11 kantoner. Administrativt räknas ön Isla del Coco, 500 km utanför kusten i Stilla havet, som en del av den här provinsen.
Kanton :

1. Buenos Aires
2. Corredores
3. Coto Brus
4. Esparza
5. Garabito
6. Golfito
7. Montes de Oro
8. Osa
9. Parrita
10. Puntarenas
11. Quepos (innan 2015 Aguirre)